# Posição de missionário

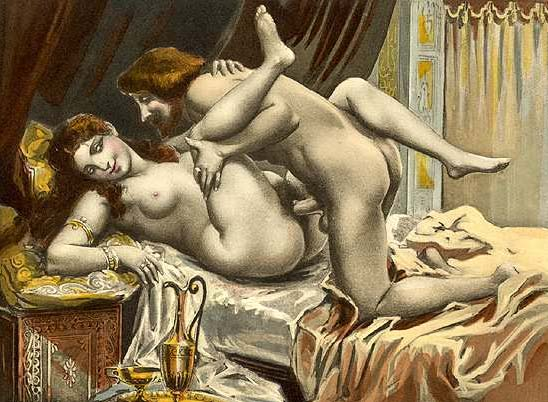
A postura padrão é baseada no contato ventral, e é a posição sexual mais comumente praticada

A posição de missionário, posição missionária, posição do homem por cima ou posição papai e mamãe é uma posição sexual em que, geralmente, uma mulher se deita de costas e um homem deita sobre ela enquanto se olham face a face e praticam sexo vaginal. A posição também pode ser usada para outras atividades sexuais, como sexo anal. A posição é associada à atividade sexual heterossexual, mas também é praticada entre pessoas do mesmo sexo. Em relações homossexuais entre homens, a posição é mais conhecida como frango assado.
A posição missionária é a posição sexual mais comumente praticada, embora não seja considerada a posição mais preferida universalmente. Pode ser praticada com penetração sexual ou sexo não penetrativo (por exemplo, sexo intercrural) e, devido ao seu aspecto pênis-vaginal, é um exemplo de atividade reprodutiva ventral-ventral.